# ワスカラン
座標: 南緯09度07分18秒 西経77度36分15秒 / 南緯9.12167度 西経77.60417度

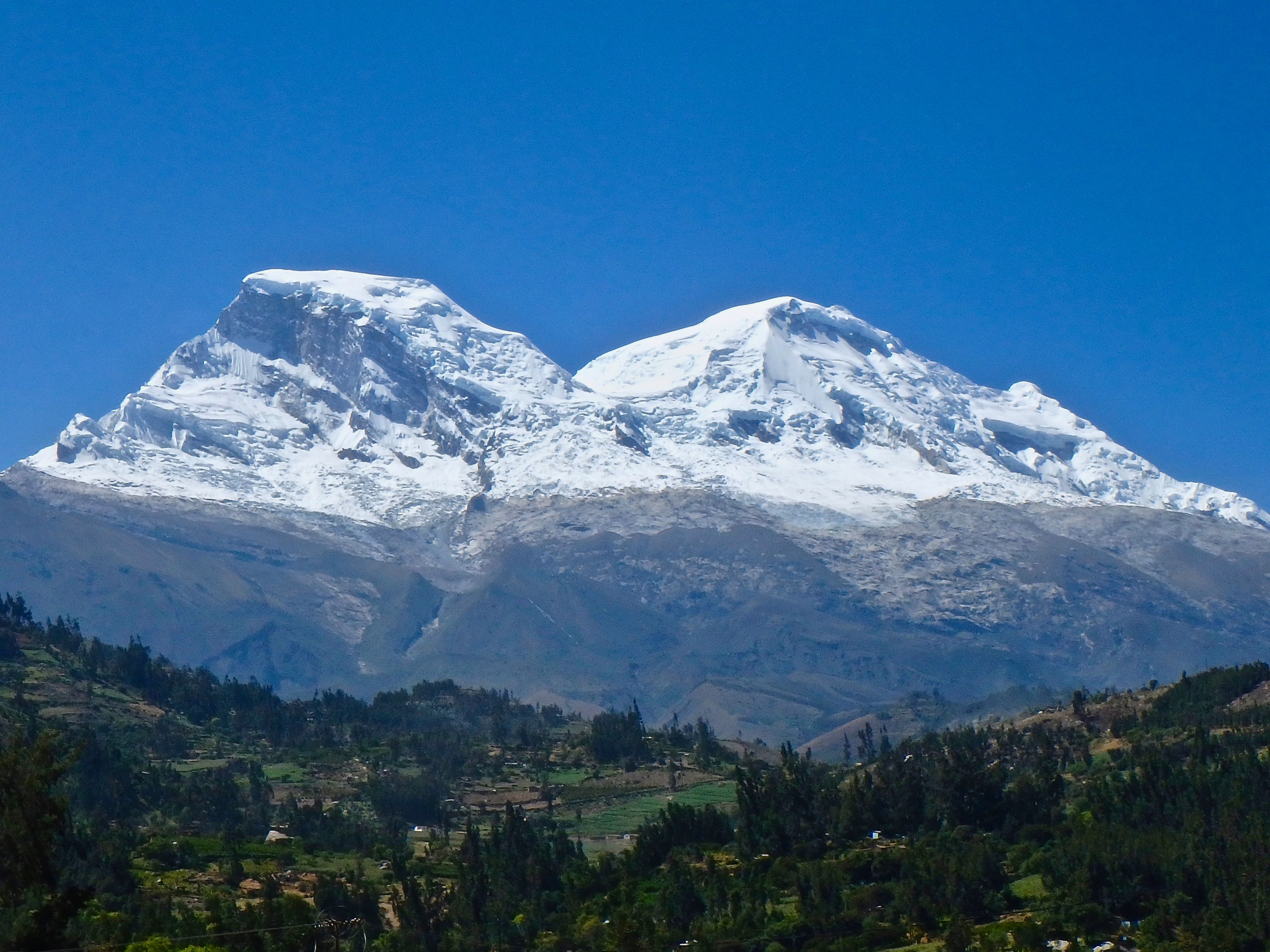
ワスカラン

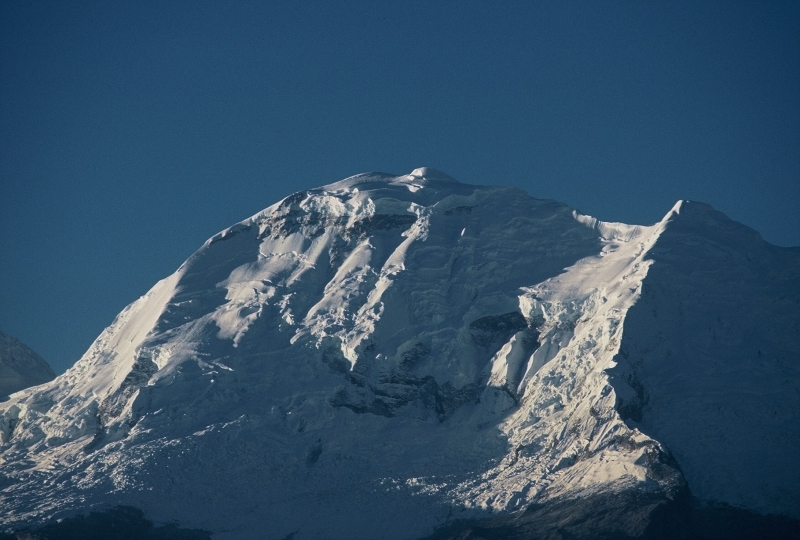
ワスカラン北峰

ワスカラン（Huascarán）は、ペルー中部、アンデス山中のブランカ山脈にある山である。

## 概要
ペルーの最高峰でありかつまた地球上の熱帯地域での最高峰でもある。西半球で六番目に高い山でもある。初登頂は1932年のドイツ－オーストリア隊である。
アンデス山脈に位置し、山形は北峰（標高6,655m）と南峰（標高6,768m）の2つの山塊に分かれている。地質的には第三紀の花崗岩である。

## 災害

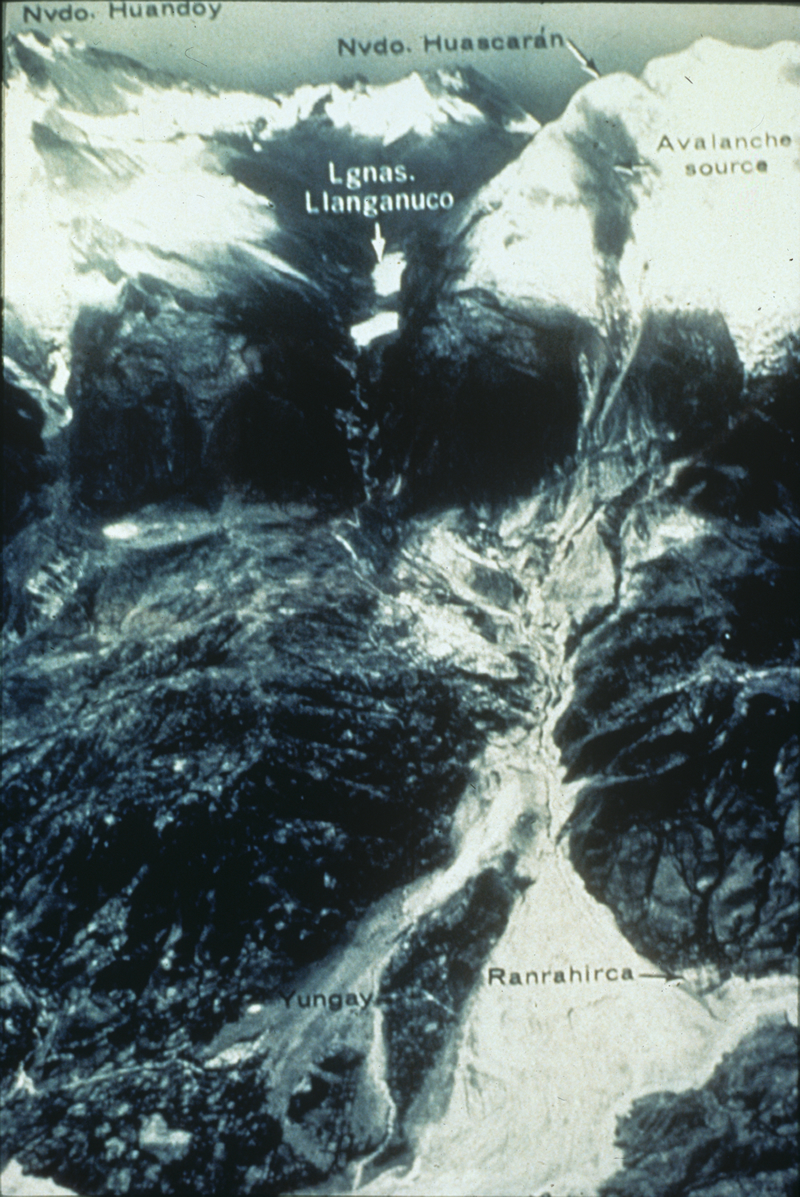
ユンガイを壊滅させた1970年のワスカラン雪崩の航空写真

- 1962年1月11日、急激に気温が上昇したことにより氷河が割れ、大規模な岩屑なだれが発生し、約6,000人が死亡した[1]。山麓のランライルカ（英語版）では約3500人が死亡し、壊滅的な被害を受けた。
- 1970年5月30日に発生したアンカシュ地震では、ワスカランの北峰で大規模な地すべりを起こし氷河と共に崩落。約15,000,000m3の氷塊と土砂が3000mの高さから、時速300kmで麓にあるユンガイの集落を襲った。当時の人口約18,000人であったが、そのほとんどが死亡した。ペルー政府は、ユンガイの地を国有化して掘り返すことを禁止。旧市街から南に約2kmの場所に新しいユンガイの町を建設した。